# Павловский район (Ульяновская область)
Па́вловский райо́н — административно-территориальная единица (административный район) и муниципальное образование (муниципальный район) на юго-западе Ульяновской области России.
Административный центр — посёлок городского типа Павловка.
Территория района — 1017,6 км². Население — 12 164 чел. (2021). Общая площадь сельскохозяйственных земель составляет 73,3 тысяч га, в том числе 64,4 тысяч га сельхозугодий, из них 52,3 тысяч га пашни. В районе 17 сельскохозяйственных предприятий. Леса занимают 20 % территории района.
Родина писателя Фёдора Панфёрова (родился в 1896 году в селе Павловка), политического деятеля Михаила Суслова (родился в 1902 году в селе Шаховское, где имеется библиотека-музей его имени).

## Символика Павловского района
Герб муниципального образования «Павловский район» Ульяновской области в своей основе отображает исторические корни и традиции, и представляет собой щит с трёхцветным полем лазоревого (голубой, синий), червлёного (красный, алый) и зелёного цветов, разделённого по диагонали полосой белого цвета символизирующего конно-торговый путь. В центре щита изображены золотые подкова (символ благополучия) и древо на холмах (символ лесного края и топографическое расположение района). В правом верхнем углу введена т. н. вольная часть — четырёхугольник с композицией гербового щита Ульяновской области.
Флаг муниципального образования «Павловский район» Ульяновской области предоставляет собой трёхцветное полотнище с отношением длины флага к его ширине 3:2. В верхней части, занимающей 3/4 части флага, расположено двухцветное поле лазоревого (голубой, синий) и алого цветов, разделённого между собой по диагонали белой полосой в центре которого изображены элементы герба. В нижней части по всей длине расположена волнистая полоса зелёного цвета, разделена от красного поля тонкой белой полосой соединённой диагональю белой полосой.
Гимн муниципального образования «Павловский район»:
Слова: Н. Котковой
Музыка: В. Курдяева
На Поволжской сторонке
Есть широкий простор земли,
Где раскинулся наш район —
Нам родные края.
Припев:                                                    
Славься, Павловская земля!
Славься, родина малая!
Нет на свете
Милее тебя!
Павловчанам милей всего
Воздух сладкий лесов твоих,
И вода родниковая,
Ширь бескрайних небес.
Припев:                                                    
Славься, Павловская земля!
Славься, родина малая!
Нет на свете
Милее тебя!
Веры в силы даёшь ты нам,
Наша родина малая,
Здесь сбываются все мечты,
Вдохновляя на жизнь.
Припев:                                                    
Славься, Павловская земля!
Славься, родина малая!
Нет на свете
Милее тебя!
Гимн в звуковом разрешении также можно скачать на официальном сайте района.

## География района
Район расположен в южной части Ульяновской области. На севере граничит с Николаевским районом, на востоке — со Старокулаткинским районом Ульяновской области, на юге — с Вольским, на юго-западе — с Балтайским районами Саратовской области, на западе — с Неверкинским районом Пензенской области.
Площадь района — 1017,6 км².
Районный центр — р.п. Павловка — расположен в 300 км от областного центра г. Ульяновска. Населённых пунктов — 28.
Поверхностные воды
Гидрографическая сеть района слаборазвита. Реки, протекающие в его южной части, относятся к бассейну р. Терешка, реки, протекающие в северной и западной частях района, относятся к бассейну р. Сура. Обе реки по району не протекают. Гидрографическую сеть на территории района дополняют овраги и балки, по которым сток воды происходит во время весеннего половодья и после ливней. В остальное время их днища сухи.
В южной части района протекают реки Избалык (приток первого порядка), Мостяк, Калмантай и Сенгилей (Усклей). По северу и западу района протекают реки Кадада (Илим) — приток первого порядка, Ломовка, Каслей-Кадада, Елань-Кадада, Таланиха. Реки Сенгилей, Таланиха, Ломовка полностью протекают, а реки Калмантай и Кадада берут начала на территории района. Источниками питания рек являются талые воды, осадки дождей и подземные воды.
В районе также имеются 8 прудов с площадью зеркала от 0,5 до 50 га и около 12 прудов с площадью зеркала до 0,5 га. Техническое состояние плотин и паводковых водосборов удовлетворительное.
Поверхностные воды используются для водопоя скота, полива огородов и бытовых нужд.
Источниками загрязнения рек и прудов являются загоны для скота, животноводческие фермы, сточные воды с полей и бытовые отходы.
Природные условия
Территория Павловского района Ульяновской области характеризуется умеренно континентальным климатом, формирующимся в основном под воздействием континентального полярного воздуха Азиатского материка, переохлаждённого зимой и перегретого летом, а также под смягчающим влиянием Атлантического океана. Это обстоятельство проявляется в общем удлинении зимы, сокращении переходных сезонов и в возможностях глубоких аномалий всех элементов климата.
Среднегодовые температуры воздуха в зависимости от рельефа, облачности, высоты места и подстилающих поверхностей изменяются по территории области от 3° до 4° выше 0°. Среднегодовая амплитуда колебания температуры воздуха равна 33°—34°, абсолютная — более 80°.
Даты перехода среднесуточной температуры воздуха через 0°, 5°, 10° составляют соответственно: 2.04, 16.04, 2.05 весной и 28.10, 10.10, 18.09 осенью. Сумма среднесуточных температур воздуха за период с температурой выше 0°, 5°, 10° составляет 2687°, 2433°, 1952°. Средние даты первого и последнего заморозков 1.10, 8.05. Средняя продолжительность безморозного периода 145 дней.
Средняя продолжительность зимнего периода по переходу среднесуточной температуры воздуха через 0° — 153 дня, продолжительность устойчивых морозов — 123 дня.
По обеспеченности осадками Павловский район относится к зоне с умеренным и недостаточным увлажнением. Характерной особенностью являются перебои в выпадении осадков весной и в первую половину лета.
Среднемноголетняя сумма осадков (по МС Павловка) составляет 450 мм, из них за тёплый период 295 мм. Суточный максимум осадков 1 % обеспеченности (по МС Кузнецк) составляет 84 мм, наблюдённый максимум 82 мм. Средняя дата образования и разрушения снежного покрова составляет 23.11, 10.04. Средняя продолжительность с устойчивым снежным покровом 138 дней. Средняя высота снежного покрова из наибольших за зиму составляет 39 см.
Из общего числа выбросов доля промышленных предприятий составляет — 99,88 %, сельхозпредприятий — 0,12 %
- ЛПУМГ ДОАО «ТрансГазСамара» — 97,71 %
- МУП "Тепловодсервис" — 1,59 %
- Павловское ДРСУ — 0,36 %

Системы очистки отводящихся газов на предприятиях района отсутствуют, за исключением АБЗ, ДРСУ, имеющего пылегазоочистную установку для улавливания твёрдых частиц. Эффективность очистки составляет 95 %.
Почва и земельные ресурсы
Почвенный покров района разнообразный. Имеются серые лесные почвы, тёмно-серые лесные, а также дёрново-карбонатные. Основную площадь района занимают почвы чернозёмного типа. Среди них чернозёмы оподзоленные и выщелоченные. Механический состав плодотворного слоя от тяжелосуглинистого до песчаного, однако преобладают тяжелосуглинистые и среднесуглинистые.
Земли района распределяются по следующим категориям (в га):
- земли с/х назначения — 74 350
- земли промышленности — 693
- земли населённых пунктов — 3835
- лесной фонд — 22 878
- всего земель — 101 756

Природные ресурсы
Полезные ископаемые в районе представлены песком и глиной, встречается мел. Песок в основном может использоваться для дорожного строительства и производства стройматериалов. Глина также используется для строительства и для производства кирпича (Шалкинское месторождение). Площадь лесов всего 23 333 га, площадь земель, покрытых лесом, составляет 20 195 га. Леса 1 группы занимают площадь 16 677 га. Из них:
- леса 1 и 2 поясов зон санитарной охраны и источников водоснабжения — 12 255 га;
- зелёные зоны населённых пунктов — 1596 га;
- другие защитные леса, имеющие важное значение для защиты окружающей среды — 2823 га;

Леса 2 группы занимают площадь 4556 га.
Основными лесообразующими породами являются:
- хвойные (5737 га), из них сосна произрастает на площади 5722 га. Имеются лиственница (12 га) и ель (3 га)
- твердолиственные (4531 га), дуб, ясень, клён. Дуб произрастает на площади 4523 га;
- мягколиственные (9937 га), из них: осина 5191 га, липа 3530 га, берёза 1131 га, ольха 60 га, тополь 15 га.

Общий запас древесины по учёту лесного фонда составляет 2909,11 тыс. м³, из них хвойных 775,6 тыс. м³, твердолиственных 532,8 тыс. м³, мягколиственных 1600,7 тыс. м³.

## История района
Основное заселение края началось в XVI веке мордовскими племенами, вслед за которыми пришли и русские. В этот период территория Павловского района входила в татарское ханство, а после его ликвидации земли переданы в ведение Казанского дворца. Татарские феодалы использовали для кочевого скотоводства лишь степные и луговые пространства. С приходом русских началось быстрое развитие земледелия, животноводства, ремёсел, торговли.
1684 год можно считать точкой отсчёта заселения края русскими людьми, в основном беглыми крестьянами и раскольниками-староверами, бежавшими от царских властей и церкви. Если при Петре I в Поволжье переселялись служилые люди, то при Екатерине II в этот район принуждённо отправлялись из Центральной части России целые сёла земледельцев, ремесленников и мастеровых. Благодаря сохранившимся документам, нам известны имена первопроходцев Павловского района. «В 1695 году пожаловано пензенцам Павлу и Семёну Полумордвиновым, Трофиму да Лукьяну Мамотовым в урочищах по речке Избалык дикопорожней земли со всеми угодьями…». Так у истоков прекрасной чистой реки образовалось село Избалык, или Дмитриевское, позднее названное Павловкой.
Через год царь жалует пензенскому дворянину Ивану Кадышёву село Покровское, получившее затем название Кадышёвка. В 1701 году Алексей Безобразов и Дмитрий Жданов получили земли, на которых раскинулась Безобразовка, ныне — Октябрьское. За службу по охране правобережья Волги от набегов кочевников Пётр жаловал земли татарам, которые переселялись из Симбирска, Казани. Так было образовано ещё одно село района, Татарский Шмалак. В 1705 году сёла Муратовка и Евлейка, основанные пришлыми служилыми татарами. Старейшим из сёл Павловского района считается Старый Пичеур, окружённый плотным кольцом дремучих лесов. Через село протекала бурная река Ломовка, богатая рыбой. Здесь прятались беглые раскольники да мордва и чуваши, не желавшие принимать христианство. Однако и в этом селе наступила эпоха христианства.
В XVIII веке здесь был построен храм в честь иконы Казанской Божией Матери, Николая Чудотворца и Михаила Архангела. Позже в верховьях Ломовки образовались сразу три населённых пункта: Холстовка, Найман и Раштановка, куда с севера переселились мордва-эрзя. Свою историю они ведут с XVI века. А вот сёла Шалкино и Илюшкино основали братья Шалка и Илька Нуштаевы в 1553 году, во времена Ивана Грозного. Старое Чирково — бывшее Никольское, было основано в петровские времена. В 1704 году с разрешения Петра здесь была построена первая церковь во имя Николая Чудотворца. С постройки церкви началось и село Шаховское — ранее Покровское. В 1726 году по прошению князя Шаховского Святейший Синод повелел построить здесь Покровский храм, который сохранился до настоящего времени.
Так, на протяжении более чем трёх веков на Павловской земле живут в согласии русские, мордва, татары и чуваши. Потом появились украинцы, белорусы, немцы, в начале прошлого века армяне. Благодаря своему особенному географическому положению, когда-то Павловка и её окрестности были известны как один из богатейших ярмарочных центров Поволжья, торговые ряды тянулись на полтора — три километра. Местные купцы перед революцией 1917 г. разработали проект железной дороги из г. Кузнецка через Павловку в Вольск. Не успели. За всю свою историю Павловка была в составе Саратовской, Пензенской губерний, Куйбышевской, а затем Ульяновской областей.
Павловский район образован 16 июля 1928 года, в составе Кузнецкого округа Средне-Волжского края.
С 1935 года — Куйбышевского края.
С 1936 года — Куйбышевской области.
С 1943 года — в составе Ульяновской области.
Решением Ульяновского облисполкома от 5 октября 1960 года, учитывая большое тяготение и близость их к районному центру Павловка, было передано из Николаевского района в Павловский район три сельсовета: Старопичеурский, Холстовский и Старочирковский.

## Население
| 1939    | 1959    | 1970    | 1979    | 1989    | 2002    | 2009    | 2010    | 2011    |
| ------- | ------- | ------- | ------- | ------- | ------- | ------- | ------- | ------- |
| 19 160  | ↘17 318 | ↗21 667 | ↘18 573 | ↘17 453 | ↘16 539 | ↘15 190 | ↘15 109 | ↘15 056 |
| 2012    | 2013    | 2014    | 2015    | 2016    | 2017    | 2018    | 2019    | 2020    |
| ↘14 742 | ↘14 356 | ↘14 059 | ↘13 778 | ↘13 617 | ↘13 421 | ↘13 194 | ↘12 953 | ↘12 682 |
| 2021    |         |         |         |         |         |         |         |         |
| ↘12 164 |         |         |         |         |         |         |         |         |

### Национальный состав
| № | Национальность | 1939 год       | 2010 год      |
| - | -------------- | -------------- | ------------- |
| 1 | Русские        | 13916 (72,6 %) | 8307 (58,5 %) |
| 2 | Татары         | 2401 (12,5 %)  | 3082 (21,7 %) |
| 3 | Мордва         | 2198 (11,5 %)  | 2216 (15,6 %) |
| 4 | Чуваши         | 533 (2,8 %)    | 315 (2,2 %)   |
| 5 | Другие         | 103            | 352           |
| 6 | Не указали     | 9              | 935           |
| 7 | Всего          | 19160          | 15109         |

## Административное деление
Павловский административный район в рамках административно-территориального устройства области делится на 1 поселковый округ и 5 сельских округов.
Одноимённый муниципальный район в рамках организации местного самоуправления (муниципального устройства) включает 6 муниципальных образований, в том числе 1 городское поселение и 5 сельских поселений.
Поселковые округа соответствуют городским поселениям, сельские округа — сельским поселениям.
| № | Муниципальное образование       | Админ. центр          | Количество населённых пунктов | Население (чел.) | Площадь (км²) |
| - | ------------------------------- | --------------------- | ----------------------------- | ---------------- | ------------- |
| 1 | Павловское городское поселение  | пгт Павловка          | 5                             | ↘6428            | 296,52        |
| 2 | Баклушинское сельское поселение | село Баклуши          | 4                             | ↘1113            | 108,36        |
| 3 | Пичеурское сельское поселение   | село Старый Пичеур    | 5                             | ↘1000            | 139,88        |
| 4 | Холстовское сельское поселение  | село Холстовка        | 6                             | ↘1444            | 215,33        |
| 5 | Шаховское сельское поселение    | село Шаховское        | 6                             | ↘1269            | 199,62        |
| 6 | Шмалакское сельское поселение   | село Татарский Шмалак | 2                             | ↘910             | 57,85         |

### Населённые пункты
В районе находятся 28 населённых пунктов, в том числе 1 городской (рабочий посёлок) и 27 сельских:
| №  | Населённый пункт  | Тип             | Население | Муниципальное образование       |
| -- | ----------------- | --------------- | --------- | ------------------------------- |
| 1  | Павловка          | рабочий посёлок | ↘4951     | Павловское городское поселение  |
| 2  | Мордовский Шмалак | село            | 311       | Шмалакское сельское поселение   |
| 3  | Татарский Шмалак  | село            | 833       | Шмалакское сельское поселение   |
| 4  | Баклуши           | село            | 526       | Баклушинское сельское поселение |
| 5  | Благодатка        | выселки         | 78        | Шаховское сельское поселение    |
| 6  | Гремучий          | посёлок         | 179       | Шаховское сельское поселение    |
| 7  | Евлейка           | село            | 487       | Павловское городское поселение  |
| 8  | Ивановка          | деревня         | 93        | Холстовское сельское поселение  |
| 9  | Илюшкино          | село            | 449       | Павловское городское поселение  |
| 10 | Кадышевка         | село            | 292       | Павловское городское поселение  |
| 11 | Красная Поляна    | деревня         | 79        | Шаховское сельское поселение    |
| 12 | Лапаевка          | деревня         | 84        | Пичеурское сельское поселение   |
| 13 | Муратовка         | село            | 680       | Баклушинское сельское поселение |
| 14 | Найман            | село            | 240       | Холстовское сельское поселение  |
| 15 | Новая Алексеевка  | село            | 280       | Пичеурское сельское поселение   |
| 16 | Новая Андреевка   | деревня         | 166       | Шаховское сельское поселение    |
| 17 | Новая Камаевка    | деревня         | 138       | Холстовское сельское поселение  |
| 18 | Новый Пичеур      | деревня         | 36        | Пичеурское сельское поселение   |
| 19 | Октябрьское       | село            | 764       | Холстовское сельское поселение  |
| 20 | Плетьма           | деревня         | 106       | Баклушинское сельское поселение |
| 21 | Раштановка        | село            | 233       | Холстовское сельское поселение  |
| 22 | Старое Чирково    | село            | 415       | Пичеурское сельское поселение   |
| 23 | Старый Пичеур     | село            | 586       | Пичеурское сельское поселение   |
| 24 | Сытинка           | деревня         | 11        | Баклушинское сельское поселение |
| 25 | Холстовка         | село            | ↘513      | Холстовское сельское поселение  |
| 26 | Шалкино           | село            | 665       | Павловское городское поселение  |
| 27 | Шаховское         | село            | 581       | Шаховское сельское поселение    |
| 28 | Шиковка           | село            | 658       | Шаховское сельское поселение    |

## Экономика района
Район пересекают асфальтовые дороги, ведущие на Сызрань, Саратов, Вольск, Балаково, Хвалынск, Кузнецк, Пензу.
Протяжённость дорог с асфальтовым покрытием — 143,7 км.
Протяжённость линий электропередач — 591,2 км. Протяжённость теплотрасс — 9,43 км. Район полностью газифицирован, протяжённость газопровода — 227,7 км, действуют 170 миникотельных.
Связь в районе осуществляется Павловской расчётно-сервисной группой Барышского МУЭС Ульяновского филиала ОАО «ВолгаТелеком», мобильная связь представлена филиалами операторов сотовой связи: ЗАО «НСС», ОАО «Мегафон», ОАО «ВымпелКом» (Билайн).

## Достопримечательности
- Церковь Михаила Архангела (Холстовка)[31][32][33][34][35][36][37][38];
- Храм святителя Николая (Илюшкино);
- Покровский храм (Храм в честь Покрова Пресвятой Богородицы (Шаховское));[39][40]
- Часовня Александра Невского (Павловка)
- Храм Воскресения Христова (Павловка)
- Покровский храм (Кадышёвка)
- Церковь Иоанна Воина (Старое Чирково)

## Известные люди
- Родившиеся в Павловском районе
- Панфёров Фёдор Иванович
- Суслов Михаил Андреевич